# Trichocera rufescens
Trichocera rufescens är en tvåvingeart som beskrevs av Edwards 1921. Trichocera rufescens ingår i släktet Trichocera och familjen vintermyggor. Arten har ej påträffats i Sverige. Inga underarter finns listade i Catalogue of Life.